# Único (canção de Fhop Music e Marco Telles)
Único é uma canção da banda brasileiro Fhop Music com participação e composição de Marco Telles. Foi lançada como single nas plataformas digitais em 22 de agosto de 2022 e foi o primeiro single do cantor para o EP "Eita! Mesma Língua, Diferentes Sotaques".

## Videoclipe
"Único" recebeu um clipe ao vivo no dia 22 de agosto de 2022, o clipe conta com mais de 35 milhões visualizações no YouTube.

## Lista de faixas
| Streaming e download digital |                           |                |         |  |
| N.º                          | Título                    | Compositor(es) | Duração |  |
| 1.                           | "Único"                   | Marco Telles   | 7:37    |  |
| 2.                           | "Único - Remix - Mix Cut" | Marco Telles   | 1:22    |  |

## Desempenho Comercial
A faixa "Único" foi um dos maiores sucessos do EP Eita! Mesma Língua, Diferentes Sotaques, "Único" conta com 30 milhões de visualizações no Spotify e 35 milhões no YouTube, sendo elegível para Disco de Platina Duplo.

## Versão da Fhop Music
No dia 13 de junho de 2023, Fhop Music lança uma nova versão do sucesso "Único".

### Lista de faixas
| Streaming e download digital |         |                |         |  |
| N.º                          | Título  | Compositor(es) | Duração |  |
| 1.                           | "Único" | Marco Telles   | 7:27    |  |

## Versão da Fernanda Brum
Único é uma canção da cantora brasileiro Fernanda Brum, regravação em estúdio da canção da Fhop e Marco Telles. Foi lançada como single nas plataformas digitais em 11 de fevereiro de 2025 e foi o terceiro single da cantora para o álbum "Milagre".